# David Bowie (Space Oddity)
David Bowie, auch bekannt als Space Oddity, ist das zweite Studioalbum von David Bowie. Es erschien am 4. November 1969 bei Philips Records in Großbritannien. Bei Mercury Records in den USA erschien es zugleich unter dem Titel Man of Words/Man of Music. Später wurde es von RCA Records mehrfach als Space Oddity veröffentlicht. Eine Ausgabe von 2009 kehrte wieder zum ursprünglichen Titel David Bowie zurück. Das Album gilt als Bowies erstes Rock-Album.

## Entstehung
Das Album enthält mit Space Oddity einen von Bowies bekanntesten Songs – es wurde auf der Akustikgitarre und dem Stylophone geschrieben. Das Lied wurde von Stanley Kubricks 2001: Odyssee im Weltraum inspiriert und stellte die Figur Major Tom vor. Insgesamt gab Bowie die Orientierung an Anthony Newley auf, die seine früheren Aufnahmen ausmachten. Stattdessen wandte er sich beim Songwriting einem Stilgemisch zu, das als etwas progressiver und psychedelischer Folk Rock beschrieben werden kann und gelegentliche Einflüsse von Bob Dylan aufweist.

## Rezeption
Allmusic.com vergab 3 von 5 Sternen. Stephen Thomas Erlewine schrieb, das Album „isn't very cohesive, but it is charming, especially in light of his later records.“ In Band 1 seiner Buchreihe Rock vergibt das Magazin eclipsed für das Werk die zweitniedrigste Kategorie Verlegenheitskauf. Das Album landet in der Gesamtschau aller Bowie-Alben in dieser Publikation auf Platz 18.

## Titelliste
Alle Titel wurden von David Bowie geschrieben.
1. Space Oddity – 5:14
2. Unwashed and Somewhat Slightly Dazed – 6:10
3. (Don’t Sit Down) (Auf späteren Veröffentlichungen wurde dieser Titel in der Titelliste weggelassen und mit Track 2 zusammengefasst.) – 0:39
4. Letter to Hermione – 2:30
5. Cygnet Committee – 9:30
6. Janine – 3:19
7. An Occasional Dream – 2:56
8. Wild Eyed Boy from Freecloud – 4:47
9. God Knows I'm Good – 3:16
10. Memory of a Free Festival – 7:07